# Sony Ericsson Xperia X1
El Sony Ericsson Xperia X1 Es un teléfono 3G, lanzado en febrero de 2008, con pantalla táctil TFT de 3 pulgadas (800 × 480 píxeles). Tiene una cámara digital de 3.2 megapíxeles con selección de foco mediante tocar la zona deseada para enfocar, graba videos en calidad VGA con 30 fps. Además su cámara tiene zoom digital y flash. Además posee una cámara frontal para videollamadas. Tiene una memoria interna de 400mb y soporte externo para microSD (TransFlash) de hasta 16 GB para una mayor capacidad.
Tiene una batería con 580 horas de duración en Stand-By (tiempo de espera) y 10 horas en llamada en GSM/GPRS/EDGE, 640 horas en Stand-By y 6 horas en llamada en UMTS/HSPA. Posee reproductor Windows Media Player y Radio FM.
Tiene sistema operativo Windows Mobile Professional 6.1, un procesador Qualcomm a 528MHz y 256 MB de memoria RAM, 
Posee a-GPS y un puerto mini-USB. Con tecnología Slide, incorpora un teclado QWERTY completo y un Optical trackpad. Envía SMS, MMS, Mensajes instantáneos y Mensajes de correo electrónico (Push email). Soporta la tecnología JAVA 2.0, y gracias a su tecnología UMTS, permite navegar con una velocidad de hasta 7.2 Mbps.
Incluye WLAN Wi-Fi 802.11b/g permitiendo conectar a un hotspot local.
La característica más llamativa de este teléfono son los paneles, que permiten al usuario elegir 9 paneles para cambiar rápidamente la información mostrada en pantalla. Los paneles son modificables y descargables. Los más habituales son el de la radio, el mostrador de fotografías en carrusel y otro con peces de colores que imita una pecera, al tiempo que el número y color de los peces avisa sobre llamadas perdidas, mensajes y otros eventos.